# Charaxes affinis
Charaxes affinis es una especie de lepidóptero de la familia Nymphalidae. Es originaria de Asia.
Sus alas tienen una envergadura de  60 a 80 mm. Se distribuyen por Indonesia.